# The Doobie Brothers (album)
Albums de The Doobie Brothers
Toulouse Street
(1972)
Singles
1. Nobody
Sortie : 26 mai 1971
2. Feelin' Down Farther
Sortie : septembre 1971
3. Beehive State
Sortie : novembre 1971
4. Nobody (réédition)
Sortie : 2 octobre 1974

The Doobie Brothers est le premier album studio du groupe américain éponyme, sorti le 30 avril 1971 sous le label Warner Bros. Records. 
C'est le seul album avec le bassiste Dave Shogren qui a quitté durant l'enregistrement de leur second Toulouse Street et fut alors remplacé par Tiran Porter. L'album a été coproduit par Ted Templeman qui a réalisé tous leurs albums par la suite. L'album fut réédité en 1974 avec la photo colorisée sur la jaquette de l'album. 
Le premier single de l'album, Nobody, ne s'est pas classé dans les hit-parades, tout comme l'album lui-même. Le single a été réédité en octobre 1974 avec une durée légèrement modifiée de 3 minutes et 27 secondes après que le groupe obtienne du succès lors de tournées et d'enregistrements, atteignant la 58e place du Billboard Hot 100. Nobody fut réenregistrée en 2010 et est parue sur leur album World Gone Crazy. 

## Titres
| 1. | Nobody            | Tom Johnston      | 3:42 |
| 2. | Slippery St. Paul | Patrick Simmons   | 2:14 |
| 3. | Greenwood Creek   | Johnston          | 3:04 |
| 4. | It Won't Be Right | Johnston, Simmons | 2:38 |
| 5. | Travelin' Man     | Johnston          | 4:25 |

| 6.  | Feelin' Down Farther      | Johnston                   | 4:20 |
| 7.  | The Master                | Johnston                   | 3:30 |
| 8.  | Growin' a Little Each Day | Johnston                   | 3:20 |
| 9.  | Beehive State             | Randy Newman               | 2:42 |
| 10. | Closer Every Day          | Simmons                    | 4:19 |
| 11. | Chicago (Traditionnel)    | Arr. et adapt. par Simmons | 1:40 |

## Personnel
les Doobie Brothers
- Tom Johnston : Guitare, piano, harmonica, chant
- Patrick Simmons : Guitare, chant
- Dave Shogren : Basse, orgue, claviers, chœurs
- John Hartman : Batterie

Production
- Producteurs : Ted Templeman , Lenny Waronker
- Producteurs exécutifs : Marty Cohn, Paul Curcio
- Ingénieur du son : Marty Cohn
- Mastérisation numérique : Lee Herschberg
- Mastérisation: Lee Herschberg
- Photographie : Jim Marshall
- Direction artistique : Ed Thrasher
- Arrangeurs : Patrick Simmons, The Doobie Brothers